# Pygopteryx cinnamomina
Pygopteryx cinnamomina là một loài bướm đêm trong họ Noctuidae.